# Barndop

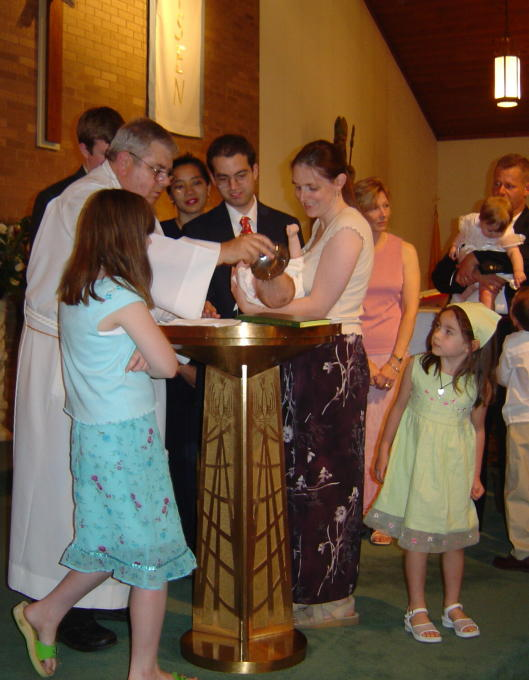
Romersk-katolskt barndop i Virginia, USA i maj 2004. Under barndopet hålls barnet över dopfunten medan prästen strör vatten tre gånger över barnets huvud och säger "I Faderns, Sonens och den helige Andes namn döper jag dig härmed (+ barnets namn)".

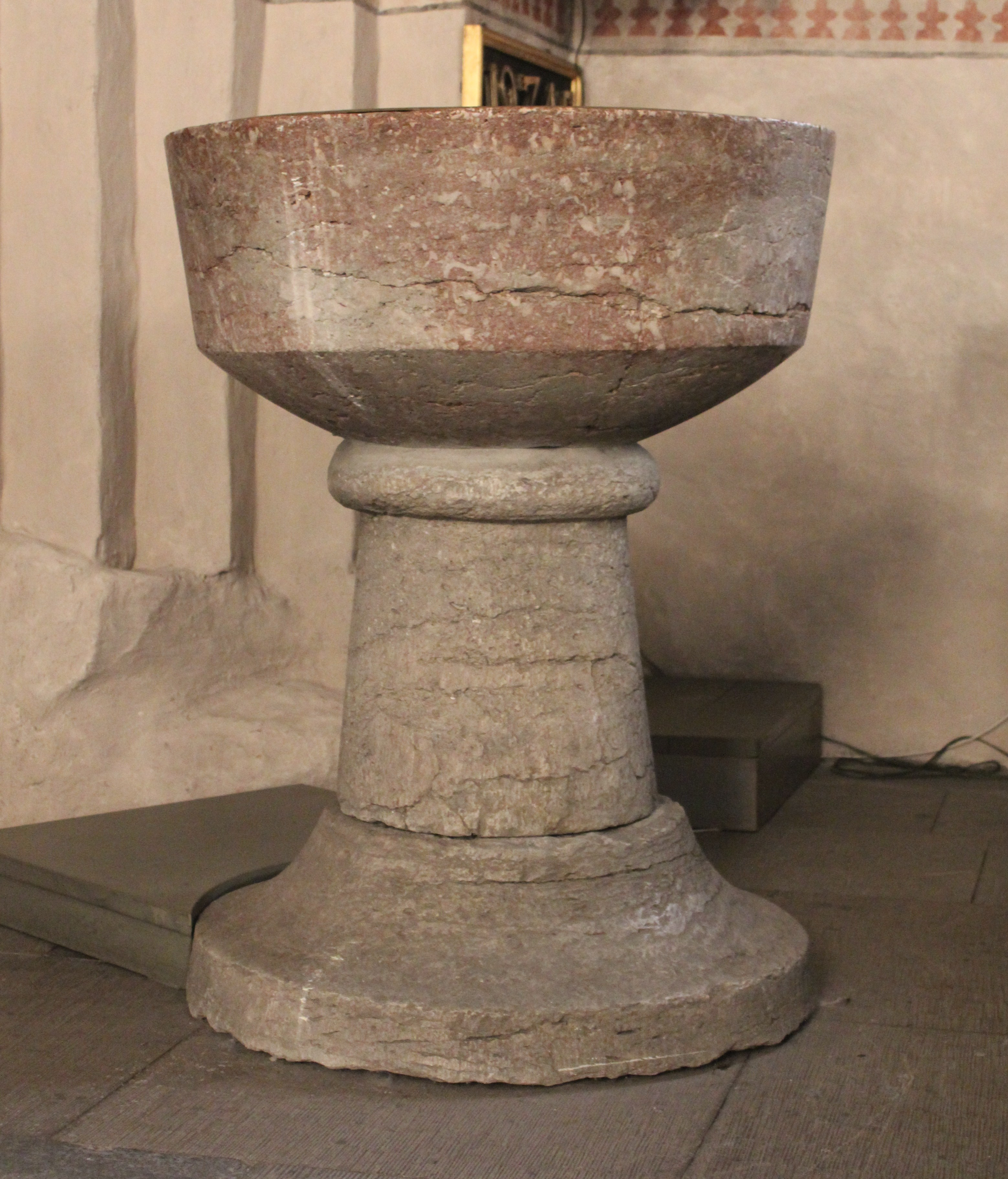
Dopfunt i Roslags-Bro kyrka 2011.

Ett barndop (latin: pedobaptism) är ett kristet dop där ett spädbarn eller ett yngre barn döps. Vanligtvis används en dopfunt, och inte en dopgrav eller ett vattendrag utomhus som vid troendedop. Barndop är vanligt i bland annat Romersk-katolsk, Ortodox, Luthersk och Anglikansk tradition.

## Tillvägagångssätt
I katolska, anglikanska och lutherska traditioner sker dopet vanligen genom att prästen tre gånger gjuter dopvattnet över barnets huvud i det att det döps i Faderns, Sonens och den helige Andes namn. Barnet bär ofta en dopklänning.
I ortodoxa traditioner sker det vanligen genom att barnet helt sänks ner i vattnet tre gånger.

## Missuppfattningar
En vanlig missuppfattning i Sverige, framförallt bland barn, har varit att dopet inte innebär att man upptas i församlingen, utan får sitt namn. Där misstolkar man ofta själva dopmeningen som att prästen säger "I Faderns, Sonens och den helige Andes namn döper jag dig härmed till (+ barnets namn)" i stället för "( + barnets namn), jag döper dig i Faderns, Sonens och den helige Andes namn".